# Bankesia
Bankesia é um gênero de mariposa pertencente à família Acrolophidae.